# Cucumaria ijimai
Cucumaria ijimai är en sjögurkeart. Cucumaria ijimai ingår i släktet Cucumaria och familjen korvsjögurkor. Inga underarter finns listade i Catalogue of Life.